# Jonathan Lynn
Pour les articles homonymes, voir Lynn.
Jonathan Lynn est un acteur, scénariste, réalisateur et producteur britannique né le 3 avril 1943  à Bath (Royaume-Uni).

## Filmographie

### Comme acteur
- 1967 : Twice a Fortnight (série télévisée) : Various
- 1969 : The Liver Birds (série télévisée) : Johnny (1969-1974)
- 1970 : La Maison qui tue (The House That Dripped Blood)
- 1969 : Docteurs en folie (Doctor in the House) (série télévisée) : Danny Hooley (Series 2) (1970)
- 1971 : London (court métrage)
- 1972 : Turnbull's Finest Half-Hour (série télévisée) : Roddy Cheever-Jones
- 1974 : Romance with a Double Bass : Leader of the Orchestra
- 1975 : My Brother's Keeper (série télévisée) : Pete Booth
- 1975 : Who Sold You This, Then? (vidéo)
- 1976 : The Cold Call (vidéo)
- 1976 : Bar Mitzvah Boy (TV) : Harold
- 1976 : Pleasure at Her Majesty's (TV) : Various
- 1978 : Dinner at the Sporting Club (TV)
- 1979 : The Knowledge (TV) : Ted Margolies
- 1980 : Breaking Glass : Radio DJ
- 1982 : Outside Edge (TV) : Kevin
- 1984 : Diana (feuilleton TV) : Twining
- 1985 : Série noire pour une nuit blanche (Into the Night) de John Landis : Tailor
- 1987 : Suspicion (TV) : Beaky Thwaite
- 1990 : Tels pères, telle fille (3 Men and a Little Lady) : Vicar Hewitt
- 1994 : Greedy : Douglas the Butler

### comme scénariste
- 1974 : Crime à distance (The Intercine Project)
- 1975 : Decisions, Decisions (vidéo)
- 1976 : The Cold Call (vidéo)
- 1977 : The Unorganized Manager, Part Two: Salvation (vidéo)
- 1977 : The Unorganized Manager, Part One: Damnation (vidéo)
- 1977 : How Am I Doing? (vidéo)
- 1979 : I'd Like a Word with You (vidéo)
- 1985 : Cluedo
- 1987 : Suspicion (TV)
- 1990 : Mettons les voiles (Nuns on the Run)
- 2003 : The Fighting Temptations

### comme réalisateur
- 1985 : Cluedo
- 1990 : Mettons les voiles (Nuns on the Run)
- 1990 : Ferris Bueller (pilote série télévisée)
- 1992 : Mon cousin Vinny (My Cousin Vinny)
- 1992 : Monsieur le député (The Distinguished Gentleman)
- 1994 : Greedy
- 1996 : Sergent Bilko (Sgt. Bilko)
- 1997 : Le Plus Fou des deux (Trial and Error)
- 2000 : Mon voisin le tueur (The Whole Nine Yards)
- 2004 : The Fighting Temptations
- 2010 : Petits Meurtres à l'anglaise (Wild Target)

### comme producteur
- 1997 : Le Plus Fou des deux (Trial and Error)
- 2004 : Vanity Fair : La Foire aux vanités